# Myles Rockwell
Myles Rockwell (Durango, 19 de agosto de 1972) es un deportista estadounidense que compitió en ciclismo de montaña en la disciplina de descenso. Ganó dos medallas en el Campeonato Mundial de Ciclismo de Montaña, oro en 2000 y bronce en 1993.

## Palmarés internacional
| Campeonato Mundial | Campeonato Mundial     | Campeonato Mundial | Campeonato Mundial |
| Año                | Lugar                  | Medalla            | Competición        |
| ------------------ | ---------------------- | ------------------ | ------------------ |
| 1993               | Métabief (Francia)     | Medalla de bronce  | Descenso           |
| 2000               | Sierra Nevada (España) | Medalla de oro     | Descenso           |